# Lac Tcheko
 (mai 2021).
Si vous disposez d'ouvrages ou d'articles de référence ou si vous connaissez des sites web de qualité traitant du thème abordé ici, merci de compléter l'article en donnant les références utiles à sa vérifiabilité et en les liant à la section « Notes et références ».
Le lac Tcheko (en russe : Чеко) est un lac de Sibérie, en Russie.
Il se situe à proximité de la Toungouska Pierreuse, dans le Kraï de Krasnoïarsk. 

## Relation avec l'événement de la Toungouska
Une théorie lie ce lac à la Catastrophe de toungouska notamment par ce que le lac aurait été créé par un débris d'une possible météorite qui aurait provoqué la catastrophe. Le lac n'est en effet pas répertorié avant 1908. 
Cependant Luca Gasperini, géologue italien, entreprend des études sur les sédiments de ce lac en juillet 1999 et sa première publication de 2001 affirme que le lac est antérieur à l'événement de 1908.
Toutefois, en 2007, le même Gasperini, cité par National Geographic, émet une hypothèse opposée : « La forme en entonnoir du bassin et des échantillons de sédiment suggèrent que le lac s'est formé dans un cratère d'impact. L'impact serait dû à un fragment de l'objet et la forme inhabituelle pour un impact à une puissante émission de gaz carbonique, de vapeur d'eau et de méthane contenus dans le pergélisol »[réf. non conforme][réf. nécessaire].